# San Martín del Castañar
Pour les articles homonymes, voir San Martín.
San Martín del Castañar est une commune de la province de Salamanque dans la communauté autonome de Castille-et-León en Espagne.

## Géographie

### Communes limitrophes
|                 | Cereceda de la Sierra, San Miguel del Robledo |                               |
| Nava de Francia | San Martín del Castañar                       | Sequeros, Las Casas del Conde |
| La Alberca      | Mogarraz                                      |                               |

## Urbanisme

### Morphologie urbaine

Sélection de vues du village.
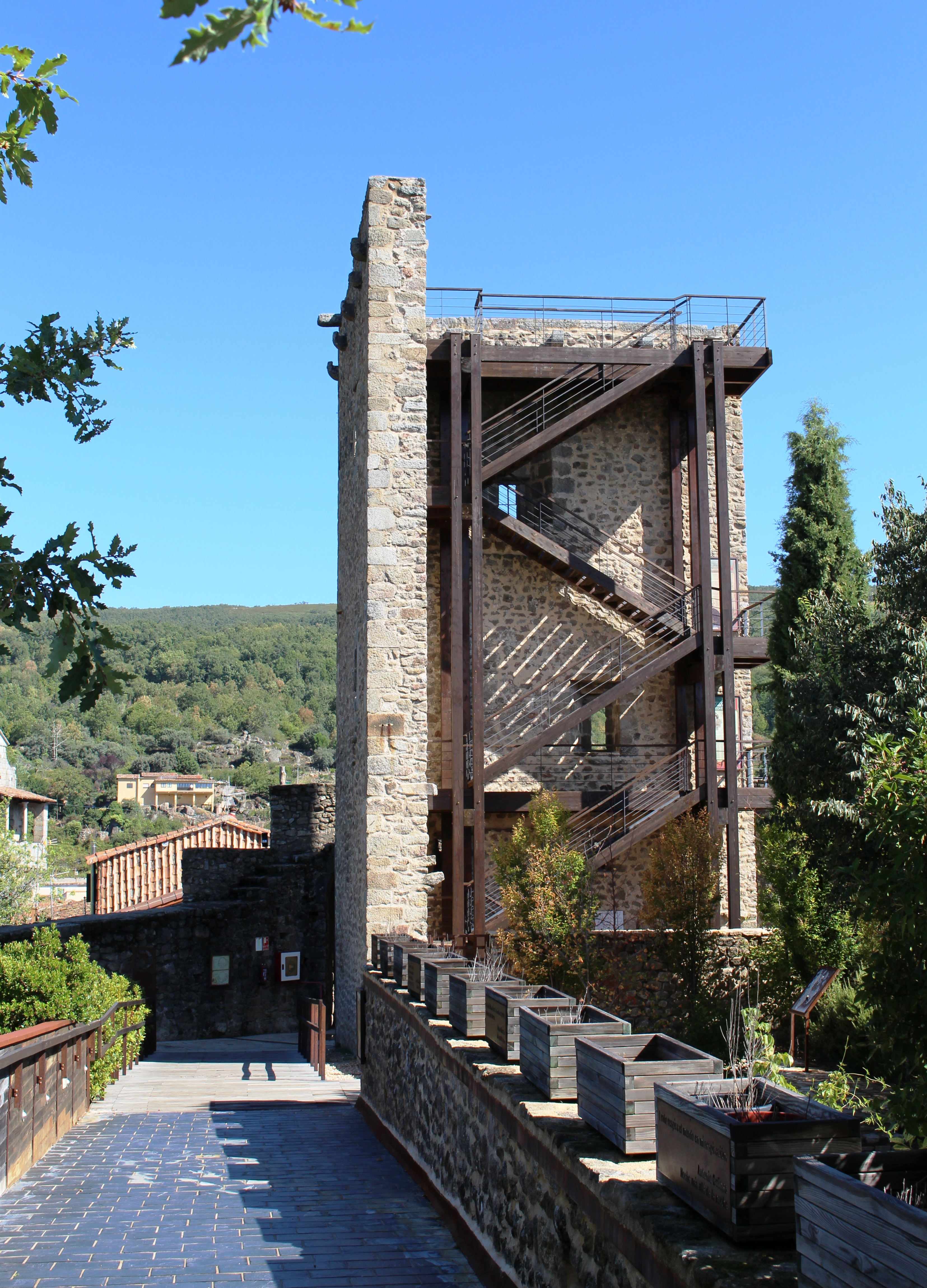
La tour du château
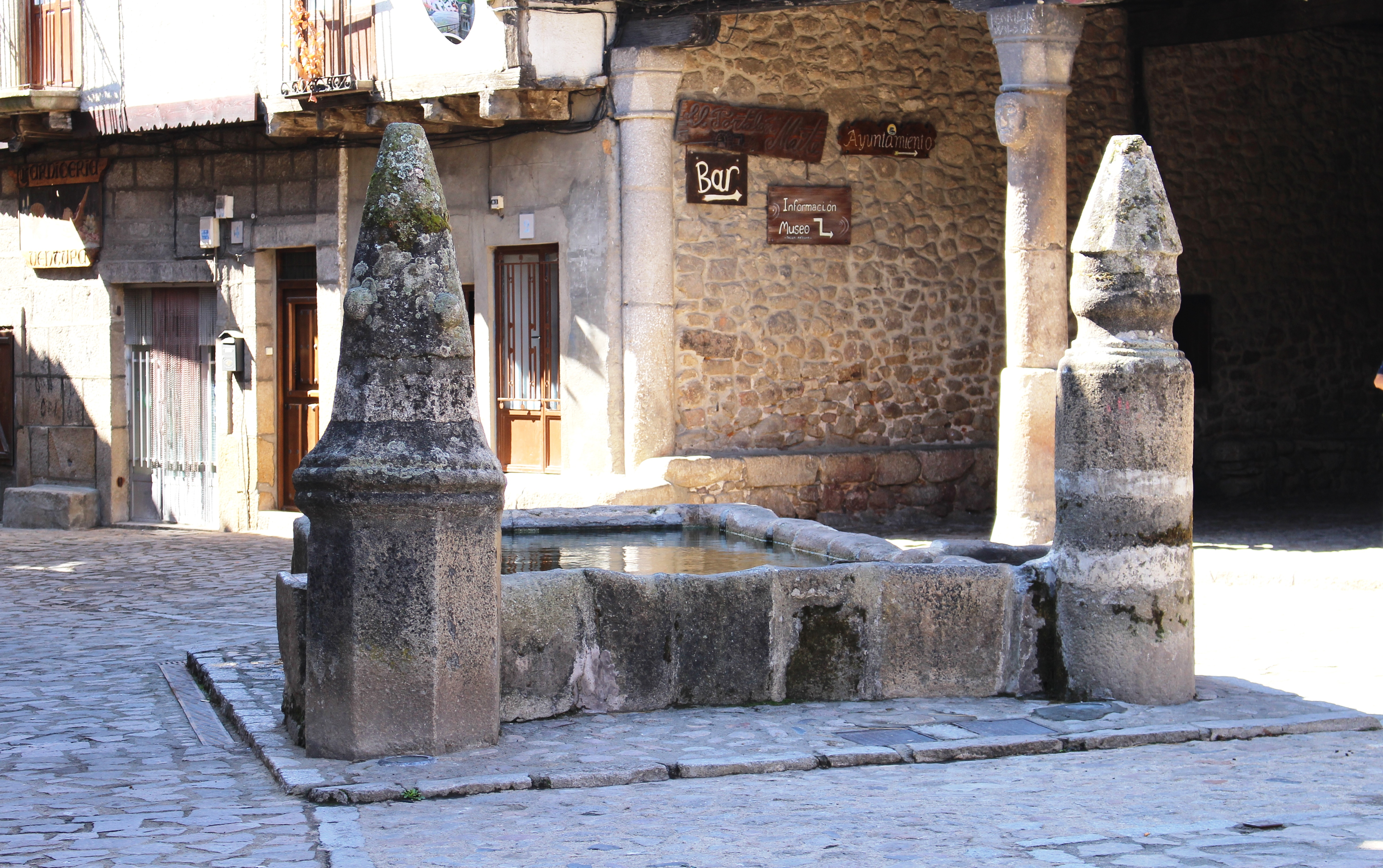
La fontaine

## Démographie
Évolution démographique depuis 1900
| 1900 | 1910 | 1920 | 1930 | 1940 | 1950 | 1960 | 1970 | 1981 | 1991 | 2000 | 2014 | 2017 | 2019 |
| ---- | ---- | ---- | ---- | ---- | ---- | ---- | ---- | ---- | ---- | ---- | ---- | ---- | ---- |
| 842  | 847  | 863  | 848  | 949  | 945  | 834  | 466  | 383  | 242  | 291  | 257  | 225  | 223  |

## Sites et patrimoine

### Lieux et monuments
- L'Église.
- L'Arène.

Sélection de vues de L'Église.
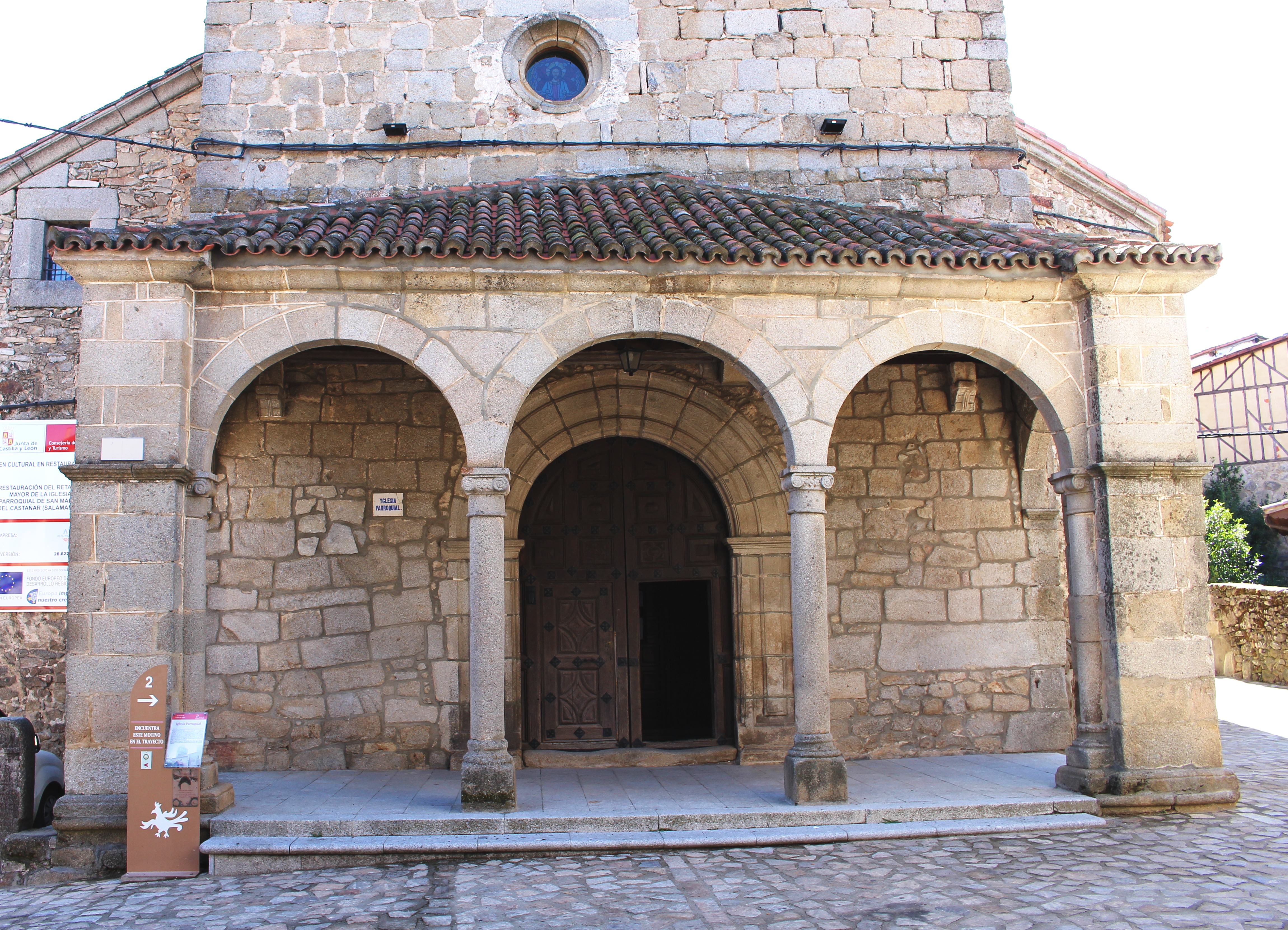
L'Église
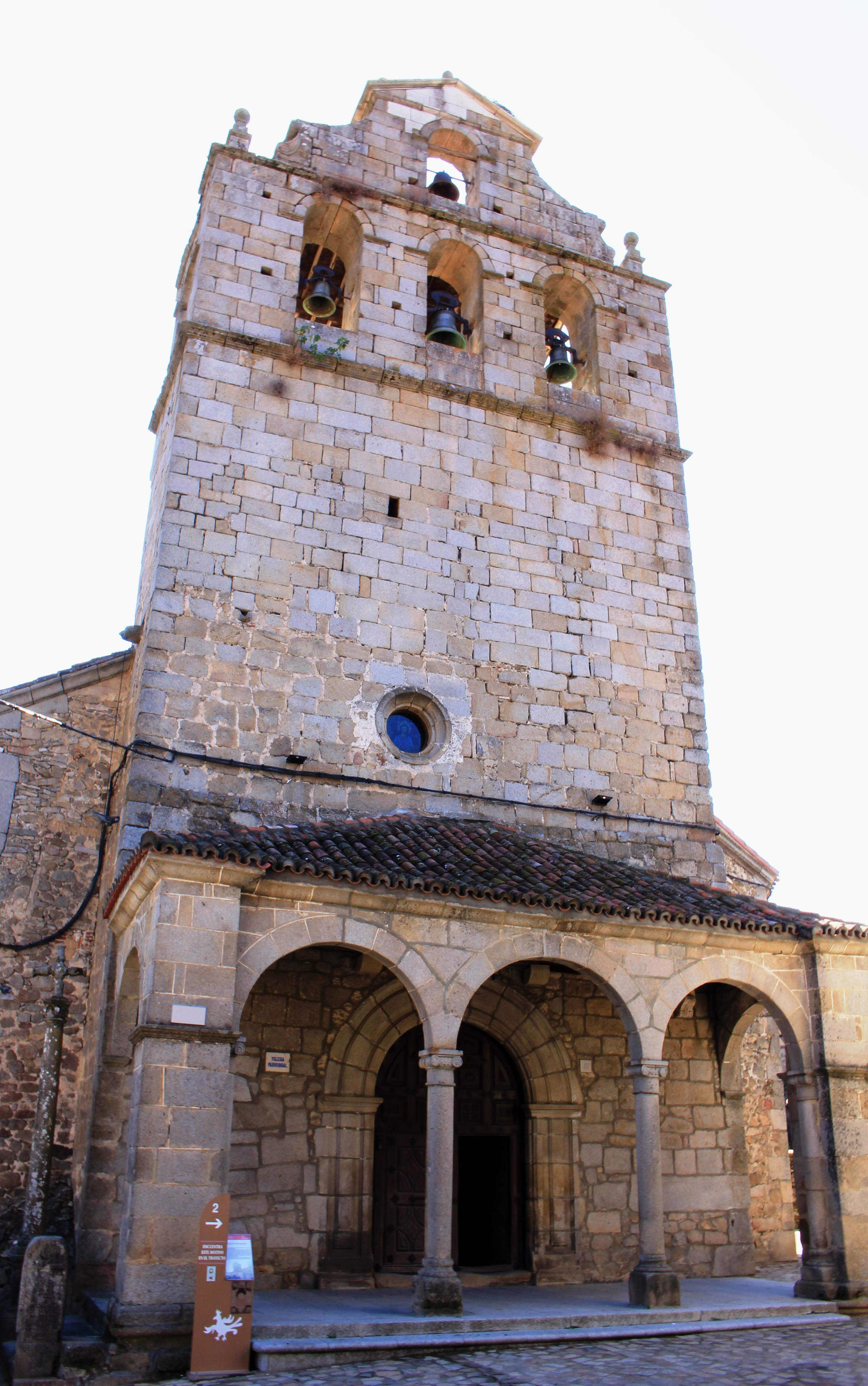
Le clocher-mur

Sélection de vues de L'Arène.
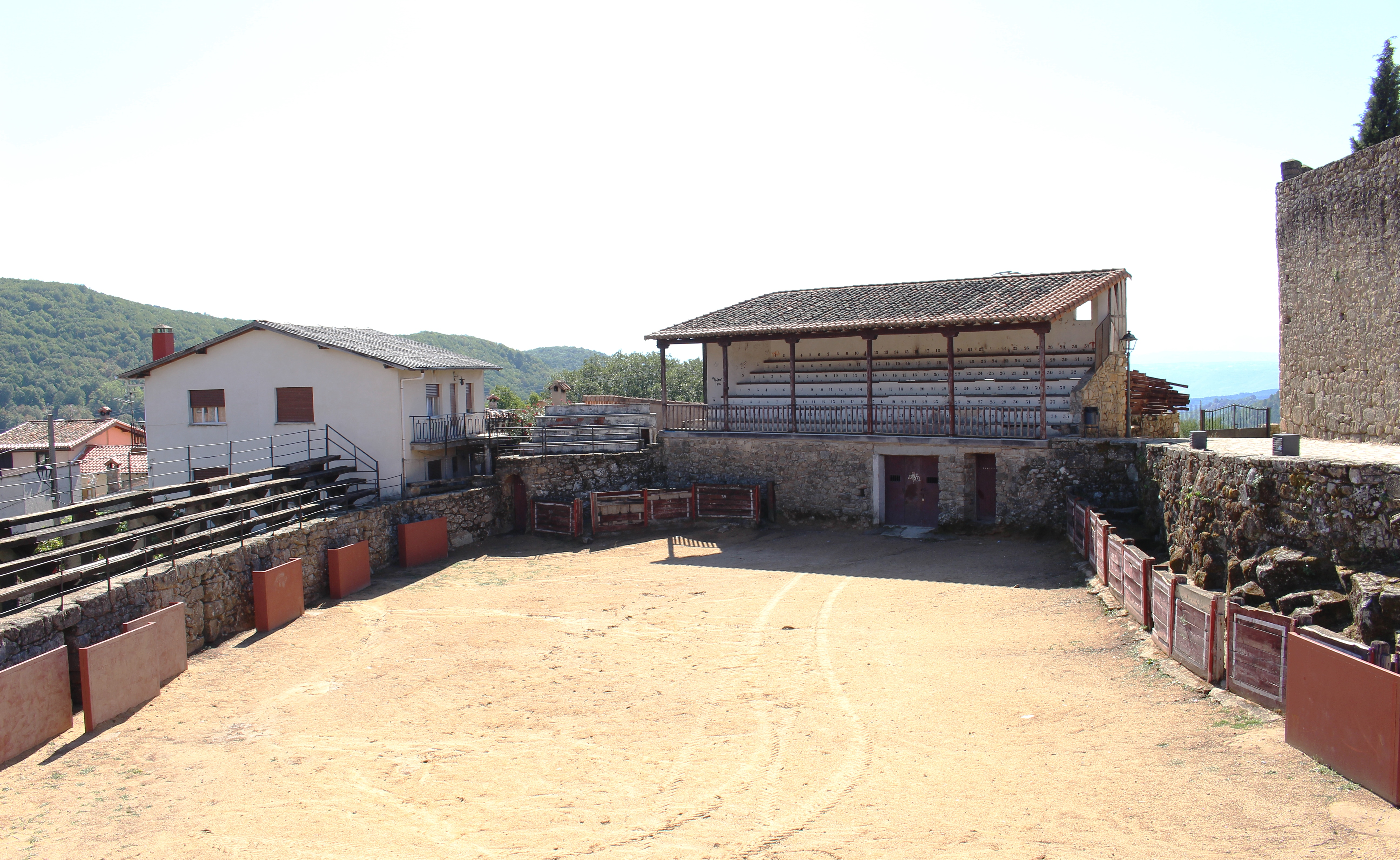
Le toril
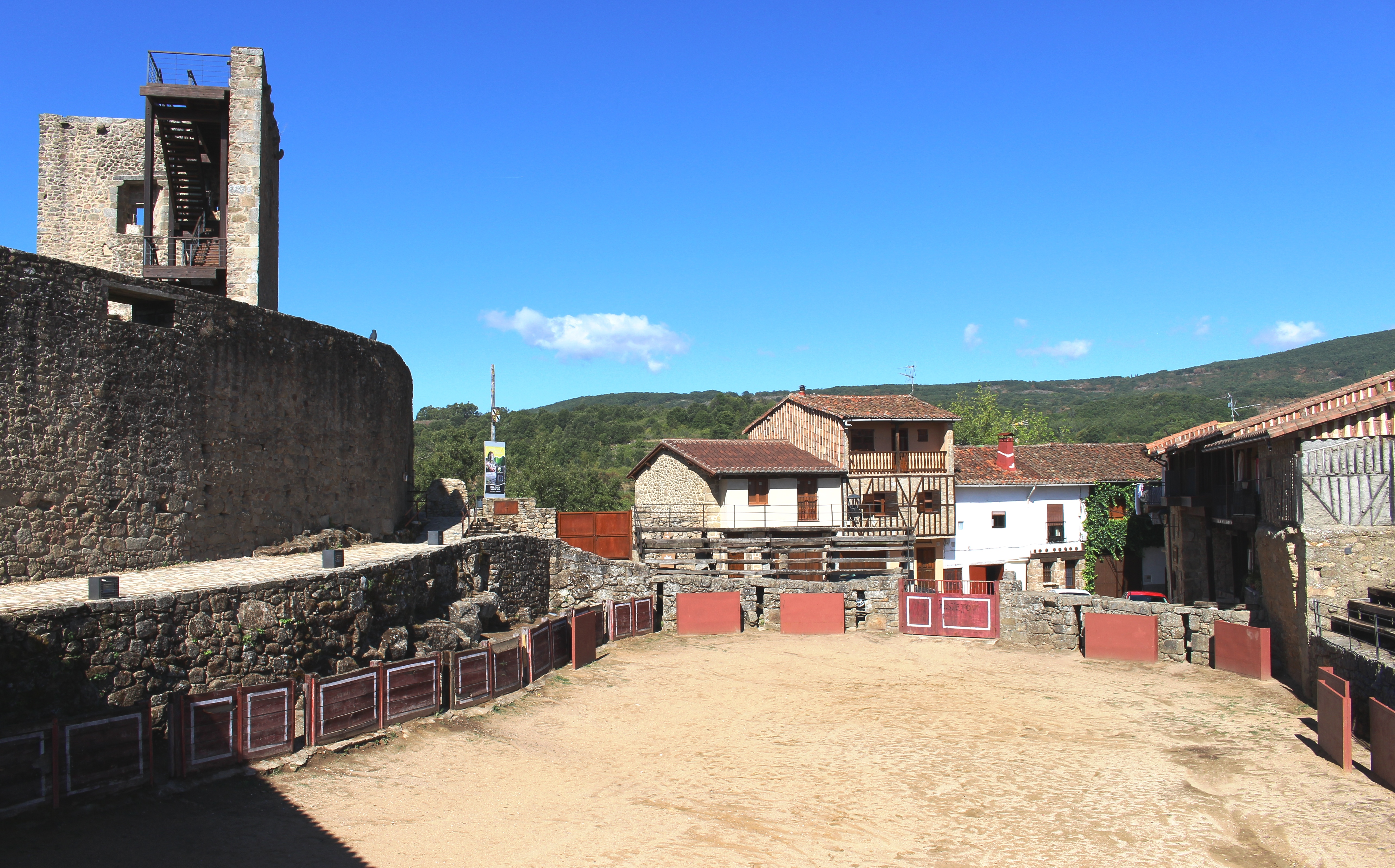
Les burladeros